# Santuario dell'Addolorata (Rho)
Il santuario dell'Addolorata è uno dei più importanti luoghi di culto mariani della Lombardia e sorge a Rho in corso Europa di fronte a viale delle Rimembranze. Nel febbraio del 1923 papa Pio XI ha elevato il santuario al rango di basilica minore.

## Storia della realizzazione
Sul luogo dove oggi si trova il santuario nel 1522 venne eretta una piccola cappella dedicata alla Madonna della Neve, in segno di ringraziamento per una grazia ricevuta da un aristocratico dell'epoca. Sul piccolo altare venne posto un quadro, il cui autore ci è oggi sconosciuto, raffigurante una Pietà.
Il 24 aprile 1583, secondo i resoconti dell'epoca, quel quadro fu protagonista di un evento miracoloso: pianse lacrime di sangue. La cronaca conservata presso la Curia milanese racconta così (di seguito un estratto):
"...Era di domenica e terminata la funzione un certo Girolamo de Ferri con tre amici andò di nuovo all'Oratorio a fare un po' d'orazione. Dopo alcune preghiere rimase solo il Ferri; questi, mentre pregava, osservò che il volto della sacra immagine era pallido più del solito, pensò che qualche pittore l'avesse recentemente ritoccato e ne uscì senza più pensarci. Mentre ritornava in paese si incontrò con l'amico Alessandro de Ghioldi, dal quale fu invitato a ritornare assieme all'Oratorio della Madonna. Mentre ambedue erano inginocchiati a pregare, Ghioldi, rivolgendosi a Gerolamo disse: - Vedi là come è sporco quell'occhio, non era così quando abbiamo detto il vespro -. Gerolamo rispose: - Non era così neppure poco fa quando mi sono trattenuto a pregare -. [...] Gerolamo Ferri salì sull'altare, si fece dare un pannolino e cercò di pulire il volto della Madonna. Se non che notò che l'occhio della Madonna era tutto rosseggiante e che spuntavano altre due lacrime di sangue che scesero fino alle labbra, ed una terza le seguiva fermandosi sotto il mento. Fu avvertito del fatto il Prevosto Traiano Spandrio, che si recò sul posto con il prete Viviani Prati e con Giovanni Giolti, Notaio Apostolico. Viviani salì sull'altare e toccò l'occhio della Vergine, ancora umido di sangue, tanto da bagnarsi il dito. Le pareti avevano tracce di umidità, ma il pannolino esaminato recava evidenti macchie di sangue. Il Prevosto avvertì subito l'Ordinario di Milano. L'Arcivescovo fece svolgere le indagini con estremo rigore, e durante tale periodo si verificarono altri prodigi, e si raccolsero testimonianze sulle grazie straordinarie che anche in passato la Madonna aveva elargito. San Carlo, appena ebbe il rapporto, promosse ulteriori indagini; ma al termine esclamò: - Qui c'è il dito di Dio -."
Dopo un'indagine sull'accaduto, l'arcivescovo, il futuro San Carlo Borromeo, ordinò all'architetto Pellegrino Tibaldi la progettazione di un santuario per il culto mariano allo scopo di commemorare il miracolo. La posa della prima pietra avvenne solo un anno dopo, il 6 marzo 1584, e il nuovo luogo di culto avvolse la piccola cappella, che pure oggi è ancora accessibile dall'esterno.
Nell'ottobre di quell'anno San Carlo tornò nuovamente a Rho, ospite dei conti Simonetta, e prese alcune decisioni riguardo al Santuario in costruzione: metà delle elemosine sarebbero andate ai sacerdoti del Collegio dei Padri Oblati, ai quali venne conferito il compito di supervisionare la costruzione della struttura e la loro futura gestione. Non molti giorni dopo San Carlo morì e gli succedette Gaspare Visconti, che con un decreto confermò la volontà dell'illustre predecessore. La parrocchia di Rho non accettava questa soluzione, desiderando il controllo della situazione, ma a favore degli Oblati si schierò anche il papa Gregorio XIV.
Nel 1586 il santuario, sebbene ancora in lavorazione, venne già aperto al culto dal cardinale Visconti e Federico Borromeo: l'affresco della Pietà fu posto sull'altare maggiore, dove si trova tuttora. Da quel momento in poi però l'edificazione del luogo di culto fu lenta e richiese in tutto circa tre secoli. Nel 1694 vennero poste le fondamenta per il peristilio che avrebbe dovuto abbellire il santuario secondo il progetto del Tebaldi. Il 4 aprile 1721 fu ufficialmente costituito il Collegio dei Padri Oblati, per la cui edificazione viene prescelto il terreno accanto al Santuario, impedendo di fatto la realizzazione del peristilio.
Frattanto agli inizi del XVII secolo era iniziata la decorazione delle cappelle laterali, grazie alle donazioni delle più munifiche famiglie locali: fra queste i Simonetta, i Crivelli, i Visconti ed i Turri, tutti ricordati da stemmi araldici e sepolture nei pressi degli altari.
Nel 1751 sorsero problemi per un'altra intuizione del Tibaldi: la cupola venne considerata troppo costosa dal rettore del collegio, padre De Rocchi, perciò l'architetto Giuseppe Merlo fu incaricato di rivedere il progetto. Le quattro colonne del progetto originale furono sostituite con quattro archi appoggiati su otto pilastri, riducendo gli ornamenti esterni della cupola e del lucernario. I fondi andarono comunque esauriti e i lavori poterono ricominciare solo dopo qualche anno, quando venne completata la cupola, alta 54 metri con un diametro di 18.
Il 4 aprile 1755 la chiesa fu consacrata in una cerimonia dal cardinale Giuseppe Pozzobonelli, che la intitolò alla Regina dei Martiri. Lo stesso cardinale diede una forte spinta alla conclusione dei lavori di edificazione del santuario, sia per quanto riguarda la cupola, di cui si è detto sopra, sia per quanto riguarda la torre campanaria, progettata da Carlo Giuseppe Merlo e Giulio Galliori, costruita nel 1759 ed alta 75 metri, grazie a questa altezza è la costruzione più alta di Rho e uno dei campanili più alti dell'Arcidiocesi di Milano. Al termine dell'era napoleonica, anche la facciata venne ridisegnata, lavoro compiuto dal neoclassico Leopold Pollack.
Nel 1876 vennero finalmente avviati del collegio (in attesa da un secolo e mezzo), ultimato nel 1911. La costruzione del santuario invece risultò compiuta nel 1888 quando venne montato l'ultimo insieme di campane. Il santuario fu inaugurato ufficialmente e solennemente dal cardinale Andrea Carlo Ferrari nel settembre 1895; nel 1923 Papa Pio XI lo promosse al grado di Basilica romana minore.
Alla fine del XX secolo durante un'opera di restauro l'altare fu ricostruito per opera dello scultore Floriano Bodini. Nella serie di lavori a seguire venne rinnovato l'impianto elettrico (2003), restaurate le cappelle di San Giuseppe (nel 2004), San Carlo (2007) e San Giorgio (2010).
La cappella originale (al posto dell'affresco miracoloso vi è una copia) è stata inglobata alla base dell'abside, sotto il coro, ed è tuttora accessibile dal lato di corso Europa, all'incrocio con via Lainate.
Fra il 1880 e il 1966 la chiesa disponeva di una fermata dedicata lungo la tranvia Milano-Gallarate, gestita dalla STIE.

## Descrizione

### L'architettura
Il santuario presenta una pianta a croce latina, a navata unica con quattro cappelle per lato, con una lunghezza di 74 metri ed un transetto di 43 metri; queste misure lo rendono una delle più grosse basiliche della Lombardia. La cupola è alta 54 metri, il campanile 75 metri.
La struttura ricalca sostanzialmente il progetto iniziale di Pellegrino Tibaldi, a parte la rinuncia al quadriportico che doveva essere eletto di fronte alla facciata.
La cupola, decorata da lesene binate in stile corinzio e da otto finestroni, fu progettata da Carlo Giuseppe Merlo e costruita fra il 1752 ed il 1764. La facciata è stata invece realizzata sul progetto neoclassico di Leopold Pollack, preferito ad altri di Carlo Benedetto Merlo e Luigi Cagnola; è ornata da due gigantesche statue di profeti e da bassorilievi neoclassici di Grazioso Rusca.
Nel piazzale del sagrato, davanti all'entrata del santuario e del Collegio degli Oblati, è stata eretto nel 1884 un monumento bronzeo a San Carlo, disegnata dallo scultore Francesco Barzaghi e realizzata dalla Fonderia Barigozzi.

### La decorazione interna

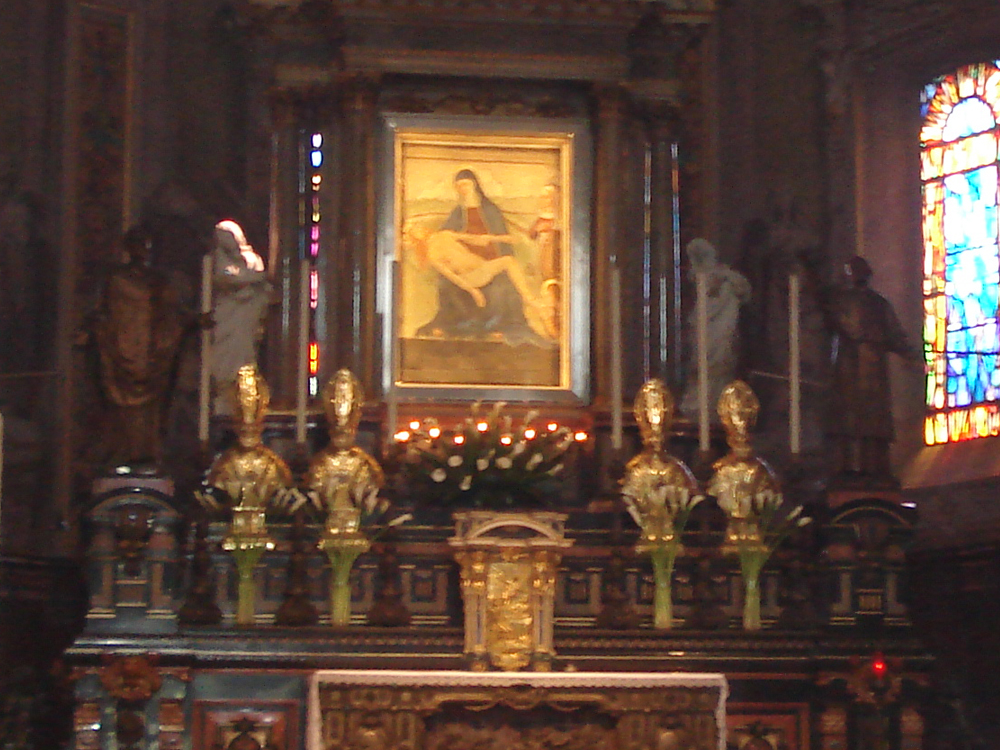
L'altar maggiore

Il santuario dell'Addolorata conserva numerosi dipinti di celebri pittori barocchi lombardi.
Risale al 1603 la decorazione della cappella di San Giuseppe per mano di Camillo Procaccini e della sua scuola, compresa una pala d'altare raffigurante il Riposo nella fuga in Egitto.
Nella cappella di San Giorgio invece si possono ammirare affreschi del Morazzone, realizzati fra il 1614 ed il 1615, ed una pala d'altare di Giovanni Ambrogio Figino raffigurante San Giorgio e il drago (1606). La cappella di San Carlo fu decorata Andrea Lanzani in stile barocco nel 1684. Nella cappella dedicata a san Giovanni Battista la pala d'altare è opera della mano del Fiammenghino, in quella di Sant'Anna il dipinto è stato realizzato da Carlo Vimercati (1714).
Nella navata si trovano affreschi eseguiti da Giuseppe Carsana (1868-1889) e da Luigi Morgari (1890-1895) con la collaborazione di Achille e Angelo Secchi. Numerosi altri dipinti sono distribuiti in diverse parti del santuario, fra cui un Martirio di santa Caterina del Procaccini.
La cappelle sono decorate nella loro parte superiore da rilievi in stucco; in particolare quelli della cappella di Sant'Ambrogio sono stati realizzati nel 1806 da Grazioso Rusca. Risalgono invece al 1868 due grandi sculture in gesso opera di Pompeo Marchesi, con tema La Religione e San Carlo comunica san Luigi Gonzaga.
L'altare viene realizzato nel XVII secolo e poi ampliato su progetto di Gaetano Moretti verso la fine del XIX secolo, decorato con statue in marmo di Antonio Carminati e in bronzo di Eugenio Bellosio e Giovanni Lomazzi. La pala d'altare, seicentesca, è di Cristoforo Storer e ritrae la posa della prima pietra del Santuario da parte di San Carlo. Il coro in legno è opera di Antonio Maria Pozzi (1747), mentre di poco posteriori sono i pulpiti e gli organi, realizzati dal maestro Benedetto Cazzaniga. Lavori di riammodernamento dell'altare sono stati conclusi il 24 aprile 1998 con una cerimonia di riconsacrazione presieduta dal cardinale Carlo Maria Martini; la nuova struttura, in marmo di Candoglia, presenta statue disegnate da Floriano Bodini. All'arco sovrastante il presbiterio è fissato un Crocifisso intagliato in legno con angeli, creazione di Giuseppe Antignati (1765).
Nel periodo natalizio viene installato un presepe a sagome in carta, opera del Carsana, con personaggi a grandezza naturale, con un possibile doppio allestimento, uno per il Natale ed uno per l'Epifania.
Di notevole interesse artistico sono i due organi collocati ai lati dell’altare maggiore: il Grand’Organo è situato in cornu Evangelii, mentre l’espressivo e i primi due registri del pedale sono situati in cornu Epistolae. L’organo è a trasmissione elettrica, con una consolle a due tastiere di 61 note (Do1-Do6) posta nell’area del presbiterio. La pedaliera concavo-radiale è composta da 32 note (Do1-Sol3).

### Il collegio dei Padri Oblati
Il collegio venne progettato da Giulio Galliori nel 1766, ma la sua realizzazione iniziò solamente oltre un secolo più tardi, per terminare nel 1912. Costruito su un'area precedentemente pensata per il peristilio, si affaccia su un giardino all'italiana di due ettari di estensione.
Il complesso architettonico è organizzato intorno ad un chiostro ed ogni lato è costituito da tre arcate con colonne binate in granito rosa di Baveno e angoli a bugnato.
Al suo interno si trovano le abitazioni dei sacerdoti, un centro congressi, camere affittate ad ospiti, una stazione radio, una biblioteca. Sono conservate inoltre numerose opere d'arte, fra cui dipinti di Bernardino Luini, Andrea Solario, Stefano Danedi, Stefano Maria Legnani, Tommaso Legnani, Andrea Lanzani, Pietro Antonio Magatti, Fiammenghino e Giuseppe Vermiglio e una Via Crucis incisa da Giandomenico Tiepolo nel 1749.

### Campane

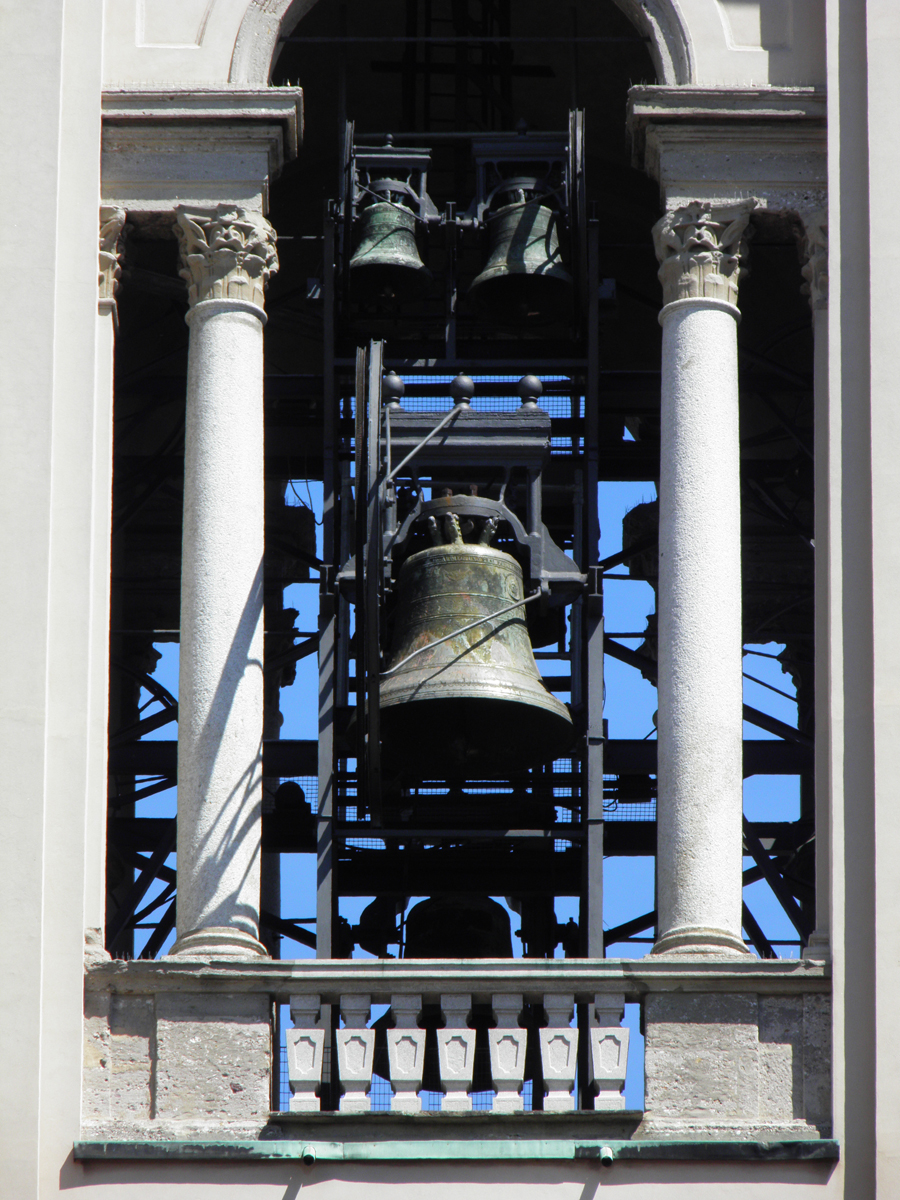
Il campanile del santuario dal lato del La2

La torre campanaria ospita un concerto di 10 campane in La2 Maggiore, fuso dai fratelli Barigozzi nel 1887.
Tutte e 10 le campane, sono inceppate a sistema ambrosiano, essendo il santuario parte della diocesi di Milano.
| Campana | Nota nominale | Fonditore e anno                       | Diametro maggiore | Spessore del bronzo |
| ------- | ------------- | -------------------------------------- | ----------------- | ------------------- |
| I       | Do#4          | Fratelli Barigozzi di Milano, nel 1887 | 651 mm            | 44 mm               |
| II      | Si3           | Fratelli Barigozzi di Milano, nel 1887 | 740 mm            | 49 mm               |
| III     | La3           | Fratelli Barigozzi di Milano, nel 1887 | 834 mm            | 57 mm               |
| IV      | Sol#3         | Fratelli Barigozzi di Milano, nel 1887 | 891 mm            | 61 mm               |
| V       | Fa#3          | Fratelli Barigozzi di Milano, nel 1887 | 995 mm            | 66 mm               |
| VI      | Mi3           | Fratelli Barigozzi di Milano, nel 1887 | 1116 mm           | 74,5 mm             |
| VII     | Re3           | Fratelli Barigozzi di Milano, nel 1887 | 1251 mm           | 84 mm               |
| VIII    | Do#3          | Fratelli Barigozzi di Milano, nel 1887 | 1339 mm           | 91 mm               |
| IX      | Si2           | Fratelli Barigozzi di Milano, nel 1887 | 1505,5 mm         | 101 mm              |
| X       | La2           | Fratelli Barigozzi di Milano, nel 1887 | 1702 mm           | 115,5 mm            |